# 영신운수
주식회사 영신운수(株式會社 榮新運輸)는 광주광역시의 마을버스 운송 업체이고, 본사는 광주광역시 광산구에 위치해 있다.

## 연혁
- 1990년대: 회사 설립
- 2014년: 광산버스에 차량과 노선 인수, 양도되어서 폐업.

## 과거 운행 노선
- ● 780번: 지정 ~ 호산의원

## 보유 차량
현대자동차
- 현대 글로벌900